# Gunnm
GUNNM (銃夢 (súng mộng)),  còn được biết với tên tiếng Anh là Battle Angel Alita, là một bộ truyện tranh Nhật Bản vẽ bởi Kishiro Yukito và được đăng tải trên tạp chí Business Jump của nhà xuất bản Shūeisha vào năm 1990. Hai tập OVA chuyển thể do Madhouse sản xuất phát hành vào năm 1993. Năm 2019, phim điện ảnh live-action của truyện Alita: Thiên thần chiến binh được công chiếu.